# Alan Sillitoe
Alan Sillitoe, född 4 mars 1928 i Nottingham, Nottinghamshire, död 25 april 2010 i London, var en brittisk författare. Han ingick i den grupp av brittiska författare som kallades Arga unga män.

## Biografi
Sillitoe lämnade skolan som fjortonåring för att jobba på en cykelfabrik där även hans far arbetade. Mellan åren 1946 och 1949 tjänstgjorde han som signalist i det engelska flygvapnet, RAF. Det slutade på ett bittert sätt då Sillitoe fick en elakartad sjukdom och tvingades att ligga på sjukhus i ett och ett halvt år. Det var där han, först mest på skämt, började sitt skrivande. 
På femtiotalet reste han till Frankrike och Spanien med poeten Ruth Fainlight som han sedermera gifte sig med.
Alan Silitoes första publicerade roman var Saturday Night and Sunday Morning (Lördagskväll och söndagsmorgon, 1958) som direkt blev mycket omtalad. Boken handlar om Arthur, en arbetarson i Nottingham som jobbar hårt på en cykelfabrik hela veckan och som sedan lever rövare på helgen. Historien filmatiserades några år senare med Albert Finney i huvudrollen.
De följande åren skrev han böcker som The Loneliness of the Long-Distance Runner (Långdistanslöparens ensamhet, 1959), The General (1960) och Key to the Door (1961).
1965 nominerades han till  Nobelpriset i litteratur.
Sillitoe var bosatt i London fram till sin död.